# Georg Wilhelm von Pachelbel
Georg Wilhelm von Pachelbel zu Gehag (* 28. Oktober 1717 in Ansbach; † 5. Oktober 1784 in Zweibrücken) war ein pfalz-zweibrückischer Diplomat.

## Leben
Pachelbel stammte aus bürgerlichen Verhältnissen, war ein Sohn von Georg Pachelbel, wurde 1749 zum Rat ernannt, war 1751/52 Regierungsrat und ging 1756 als Bevollmächtigter und Geheimer Legationsrat an den französischen Hof in Paris. Von 1768 bis zu seinem Tod 1784 war er dort akkreditierter Minister.
Die Bestätigung seines Adels und Wappens unter dem Namen Pachelbel zu Gehag erfolgte am 4. August 1759 durch den Kaiser in Wien.
Er verheiratete sich am 13. April 1749 mit Maria Philippina Ehrmann, Tochter des Kammeragenten Johann Daniel Ehrmann. Aus der Ehe gingen drei Töchter hervor, von ihnen galt die älteste, Karoline, als die schönste, die mittlere, Friederike, als die reizendste, die jüngste, Philippine, als die gütigste.
Kinder, geboren in Zweibrücken:
- Karoline Helene Johanna (* 2. Januar 1750; † 26. Juli 1797), ⚭ 16. Juli 1764 den späteren schwedischen Generalleutnant und Kommandanten von Stralsund Johann Franz Pollett (* 22. März 1729; † 26. Februar 1802), geadelt 1771[4][5]
- Heinrich Friedrich Karl, * 7. August 1752
- Anna Katharina Friederike, ⚭ 10. Oktober 1786 von Sternfeld
- Franz Ludwig Asmus, * 1. Februar 1758
- Elisabeth Philippine Catharina Henriette, ⚭ 3. September 1778 Johann Wilhelm Runge, Offizier, Reichsadelsstand 1783
- Heinrich Christian Friedrich (* 27. Juni 1763; † 19. Februar 1838), schwedischer Kanzler für Pommern, preußischer Regierungspräsident